# Csuklyás mulgapapagáj
A csuklyás mulgapapagáj (Psephotellus dissimilis) a madarak osztályának a papagájalakúak (Psittaciformes) rendjéhez, ezen belül a szakállaspapagáj-félék (Psittaculidae) családjához tartozó faj.

## Rendszerezés
Besorolása vitatott, egyes rendszerbesorolásokban az aranyosvállú mulgapapagáj (Psephotellus chrysopterygius) alfaja Psephotellus chrysopterygius dissimilis néven.

## Előfordulása
Ausztrália területén honos.

## Megjelenése
Testhossza 26 centiméter.
|  |